# Corina Morariu
Corina Morariu (* 26. Januar 1978 in Detroit, Michigan) ist eine ehemalige US-amerikanische Tennisspielerin rumänischer Abstammung.

## Karriere
Corina Morariu wurde vor allem als Doppelspezialistin bekannt. An der Seite von Lindsay Davenport gewann sie 1999 die Wimbledon Championships und mit ihr stand sie 2001 und 2005 im Finale der Australian Open. Zusammen mit dem Südafrikaner Ellis Ferreira sicherte sie sich 2001 den Mixed-Titel bei den Australian Open.
Morariu gewann in ihrer Karriere insgesamt einen Einzel- und 14 Doppeltitel. Am 3. April 2000 war sie erstmals die Nummer 1 der Doppelweltrangliste, die sie insgesamt sieben Wochen lang anführte.
2001 wurde bei der US-Amerikanerin Leukämie diagnostiziert. Nach ihrer Genesung – sie hatte sich unter anderem einer Chemotherapie unterzogen – kehrte sie wieder auf die Tour zurück.
Nach ihrer Niederlage im Viertelfinale der US Open erklärte Corina Morariu am 19. September 2007 ihren Rücktritt.

## Turniersiege

### Einzel
| Nr. | Datum       | Turnier | Kategorie    | Belag | Finalgegnerin        | Ergebnis |
| --- | ----------- | ------- | ------------ | ----- | -------------------- | -------- |
| 1.  | 2. Mai 1999 | Bol     | WTA Tier IVa | Sand  | Julie Halard-Decugis | 6:2, 6:0 |

### Doppel
| Nr. | Datum              | Turnier      | Kategorie    | Belag             | Partnerin            | Finalgegnerinnen                        | Ergebnis      |
| --- | ------------------ | ------------ | ------------ | ----------------- | -------------------- | --------------------------------------- | ------------- |
| 1.  | 22. November 1997  | Pattaya      | WTA Tier IV  | Hartplatz         | Kristine Kunce       | Florencia Labat Dominique Van Roost     | 6:3, 6:4      |
| 2.  | 8. Januar 1999     | Gold Coast   | WTA Tier III | Hartplatz         | Larisa Neiland       | Kristine Kunce Irina Spîrlea            | 6:3, 6:3      |
| 3.  | 17. April 1999     | Tokio        | WTA Tier III | Hartplatz         | Kimberly Po          | Catherine Barclay-Reitz Kerry-Anne Guse | 6:3, 6:2      |
| 4.  | 12. Juni 1999      | Birmingham   | WTA Tier III | Rasen             | Larisa Neiland       | Alexandra Fusai Inés Gorrochategui      | 6:4, 6:4      |
| 5.  | 3. Juli 1999       | Wimbledon    | Grand Slam   | Rasen             | Lindsay Davenport    | Mariaan de Swardt Olena Tatarkowa       | 6:4, 6:4      |
| 6.  | 31. Juli 1999      | Stanford     | WTA Tier II  | Hartplatz         | Lindsay Davenport    | Anna Kurnikowa Jelena Lichowzewa        | 6:4, 6:4      |
| 7.  | 7. August 1999     | San Diego    | WTA Tier II  | Hartplatz         | Lindsay Davenport    | Serena Williams Venus Williams          | 6:4, 6:1      |
| 8.  | 26. Februar 2000   | Oklahoma     | WTA Tier III | Hartplatz (Halle) | Kimberly Po          | Tamarine Tanasugarn Olena Tatarkowa     | 6:4, 4:6, 6:2 |
| 9.  | 17. März 2000      | Indian Wells | WTA Tier I   | Hartplatz         | Lindsay Davenport    | Anna Kurnikowa Natallja Swerawa         | 6:2, 6:3      |
| 10. | 6. Mai 2000        | Bol          | WTA Tier III | Sand              | Julie Halard-Decugis | Tina Križan Katarina Srebotnik          | 6:2, 6:2      |
| 11. | 14. Oktober 2000   | Tokio        | WTA Tier III | Hartplatz         | Julie Halard-Decugis | Tina Križan Katarina Srebotnik          | 6:1, 6:2      |
| 12. | 12. Januar 2006    | Sydney       | WTA Tier II  | Hartplatz         | Rennae Stubbs        | Virginia Ruano Pascual Paola Suárez     | 6:3, 5:7, 6:2 |
| 13. | 16. September 2006 | Bali         | WTA Tier III | Hartplatz         | Lindsay Davenport    | Natalie Grandin Trudi Musgrave          | 6:3, 6:4      |

### Mixed
| Nr. | Datum           | Turnier         | Kategorie  | Belag     | Partner        | Finalgegner                 | Ergebnis |
| --- | --------------- | --------------- | ---------- | --------- | -------------- | --------------------------- | -------- |
| 1.  | 28. Januar 2001 | Australian Open | Grand Slam | Hartplatz | Ellis Ferreira | Barbara Schett Joshua Eagle | 6:1, 6:3 |

## Karrierestatistik und Turnierbilanz

### Einzel
| Turnier         | 1996 | 1997 | 1998 | 1999 | 2000 | 2001 | 2002 | 2003 | Karriere |
| --------------- | ---- | ---- | ---- | ---- | ---- | ---- | ---- | ---- | -------- |
| Australian Open | —    | 1    | 2    | 1    | 1    | 1    | —    | —    | 2        |
| French Open     | —    | —    | 2    | 1    | 2    | —    | —    | 2    | 2        |
| Wimbledon       | 1    | 2    | 3    | 3    | 1    | —    | —    | 1    | 3        |
| US Open         | 1    | 2    | 1    | 1    | —    | —    | 1    | 1    | 2        |

Zeichenerklärung: S = Turniersieg; F, HF, VF, AF = Einzug ins Finale / Halbfinale / Viertelfinale / Achtelfinale; 1, 2, 3 = Ausscheiden in der 1. / 2. / 3. Hauptrunde; Q1, Q2, Q3 = Ausscheiden in der 1. / 2. / 3. Runde der Qualifikation; n. a. = nicht ausgetragen

### Doppel
| Turnier                   | 1996              | 1997              | 1998              | 1999              | 2000              | 2001              | 2002              | 2003              | 2004              | 2005              | 2006              | 2007              | T / T      | S/N        | Sieg%      |
| ------------------------- | ----------------- | ----------------- | ----------------- | ----------------- | ----------------- | ----------------- | ----------------- | ----------------- | ----------------- | ----------------- | ----------------- | ----------------- | ---------- | ---------- | ---------- |
| Australian Open           | –                 | 2                 | 2                 | 2                 | HF                | F                 | –                 | –                 | AF                | F                 | 1                 | 1                 | 0 / 9      | 19:9       | 68 %       |
| French Open               | 1                 | 1                 | AF                | 2                 | –                 | –                 | –                 | 1                 | –                 | HF                | –                 | 1                 | 0 / 7      | 7:7        | 50 %       |
| Wimbledon                 | 1                 | 2                 | 2                 | S                 | –                 | –                 | –                 | 1                 | –                 | 2                 | –                 | 1                 | 1 / 7      | 9:6        | 60 %       |
| US Open                   | AF                | 1                 | 1                 | VF                | –                 | –                 | VF                | 1                 | 2                 | VF                | 2                 | VF                | 0 / 10     | 16:10      | 62 %       |
| Tour Championships        | –                 | –                 | –                 | HF                | –                 | –                 | –                 | –                 | –                 | –                 | –                 | –                 | 0 / 1      | 1:1        | 50 %       |
| Tokio                     | –                 | –                 | –                 | –                 | –                 | 1                 | –                 | –                 | HF                | F                 | 1                 | –                 | 0 / 4      | 4:4        | 50 %       |
| Indian Wells              | a. K.             | 1                 | AF                | 1                 | S                 | VF                | –                 | –                 | HF                | –                 | AF                | AF                | 1 / 8      | 13:7       | 65 %       |
| Miami                     | 2                 | 1                 | 2                 | 2                 | VF                | –                 | –                 | –                 | 1                 | –                 | AF                | AF                | 0 / 8      | 7:8        | 47 %       |
| Hilton Head Island        | –                 | AF                | AF                | VF                | VF                | nicht ausgetragen | nicht ausgetragen | nicht ausgetragen | nicht ausgetragen | nicht ausgetragen | nicht ausgetragen | nicht ausgetragen | 0 / 4      | 5:4        | 56 %       |
| Charleston                | nicht ausgetragen | nicht ausgetragen | nicht ausgetragen | nicht ausgetragen | nicht ausgetragen | AF                | –                 | –                 | VF                | VF                | AF                | AF                | 0 / 5      | 5:5        | 50 %       |
| Berlin                    | –                 | –                 | 1                 | –                 | F                 | –                 | –                 | –                 | –                 | –                 | –                 | –                 | 0 / 2      | 2:2        | 50 %       |
| Rom                       | –                 | 1                 | AF                | VF                | VF                | –                 | –                 | 1                 | –                 | –                 | –                 | –                 | 0 / 5      | 4:4        | 50 %       |
| San Diego                 | andere Kategorie  | andere Kategorie  | andere Kategorie  | andere Kategorie  | andere Kategorie  | andere Kategorie  | andere Kategorie  | andere Kategorie  | –                 | –                 | 1                 | AF                | 0 / 2      | 1:2        | 33 %       |
| Kanada                    | –                 | –                 | VF                | VF                | –                 | –                 | VF                | VF                | –                 | –                 | AF                | 1                 | 0 / 6      | 9:6        | 60 %       |
| Moskau                    | a. K.             | –                 | VF                | –                 | –                 | –                 | –                 | –                 | VF                | 1                 | –                 | –                 | 0 / 3      | 2:3        | 40 %       |
| Zürich                    | –                 | –                 | VF                | VF                | –                 | –                 | –                 | –                 | –                 | VF                | VF                | –                 | 0 / 4      | 4:4        | 50 %       |
| Fed Cup                   | –                 | –                 | –                 | –                 | –                 | –                 | –                 | –                 | –                 | HF                | –                 | –                 | 0 / 1      | 1:1        | 50 %       |
| Statistik                 | Statistik         | Statistik         | Statistik         | Statistik         | Statistik         | Statistik         | Statistik         | Statistik         | Statistik         | Statistik         | Statistik         | Statistik         | S/N        | S/N        | Sieg%      |
| Gewonnene Titel           | 0                 | 1                 | 0                 | 6                 | 4                 | 0                 | 0                 | 0                 | 0                 | 0                 | 2                 | 0                 | Gesamt: 13 | Gesamt: 13 | Gesamt: 13 |
| Gesamt-Siege/-Niederlagen | 18:12             | 18:16             | 21:22             | 44:13             | 30:10             | 11:7              | 10:7              | 3:9               | 15:11             | 24:18             | 17:13             | 8:13              | 219:151    | 219:151    | 59 %       |
| Jahresendposition         | 81                | 66                | 49                | 6                 | 14                | 57                | 78                | 156               | 24                | 15                | 34                | 76                | N/A        | N/A        | N/A        |

Zeichenerklärung: S = Turniersieg; F, HF, VF, AF = Einzug ins Finale / Halbfinale / Viertelfinale / Achtelfinale; 1, 2, 3 = Ausscheiden in der 1. / 2. / 3. Hauptrunde; KF (kleines Finale) = unterlegen im Spiel um Platz drei; RR = Round Robin (Gruppenphase); n. a. = nicht ausgetragen; a. K. = andere Kategorie; PO (Playoff) = Auf- und Abstiegsrunde im Billie Jean King Cup; K1, K2, K3 = Teilnahme in der Kontinentalgruppe I, II, III im Billie Jean King Cup.
Anmerkung: Diese Statistik berücksichtigt alle Ergebnisse im Einzel bei ITF- und WTA-Turnieren. Als Quelle dient die ITF-Seite der Spielerin. Dargestellt sind nur WTA-Turniere der Kategorie Tier I (bis 2008).

### Mixed
| Turnier         | 1997 | 1998 | 1999 | 2000 | 2001 | 2002 | 2003 | 2004 | 2005 | 2006 | 2007 | Karriere |
| --------------- | ---- | ---- | ---- | ---- | ---- | ---- | ---- | ---- | ---- | ---- | ---- | -------- |
| Australian Open | —    | —    | —    | AF   | S    | —    | —    | AF   | 1    | VF   | 1    | S        |
| French Open     | —    | —    | AF   | —    | —    | —    | VF   | —    | VF   | —    | —    | VF       |
| Wimbledon       | 2    | 1    | 1    | —    | —    | —    | —    | —    | 2    | AF   | 1    | AF       |
| US Open         | —    | AF   | AF   | —    | —    | HF   | 1    | 1    | HF   | 1    | 1    | HF       |

## Auszeichnungen

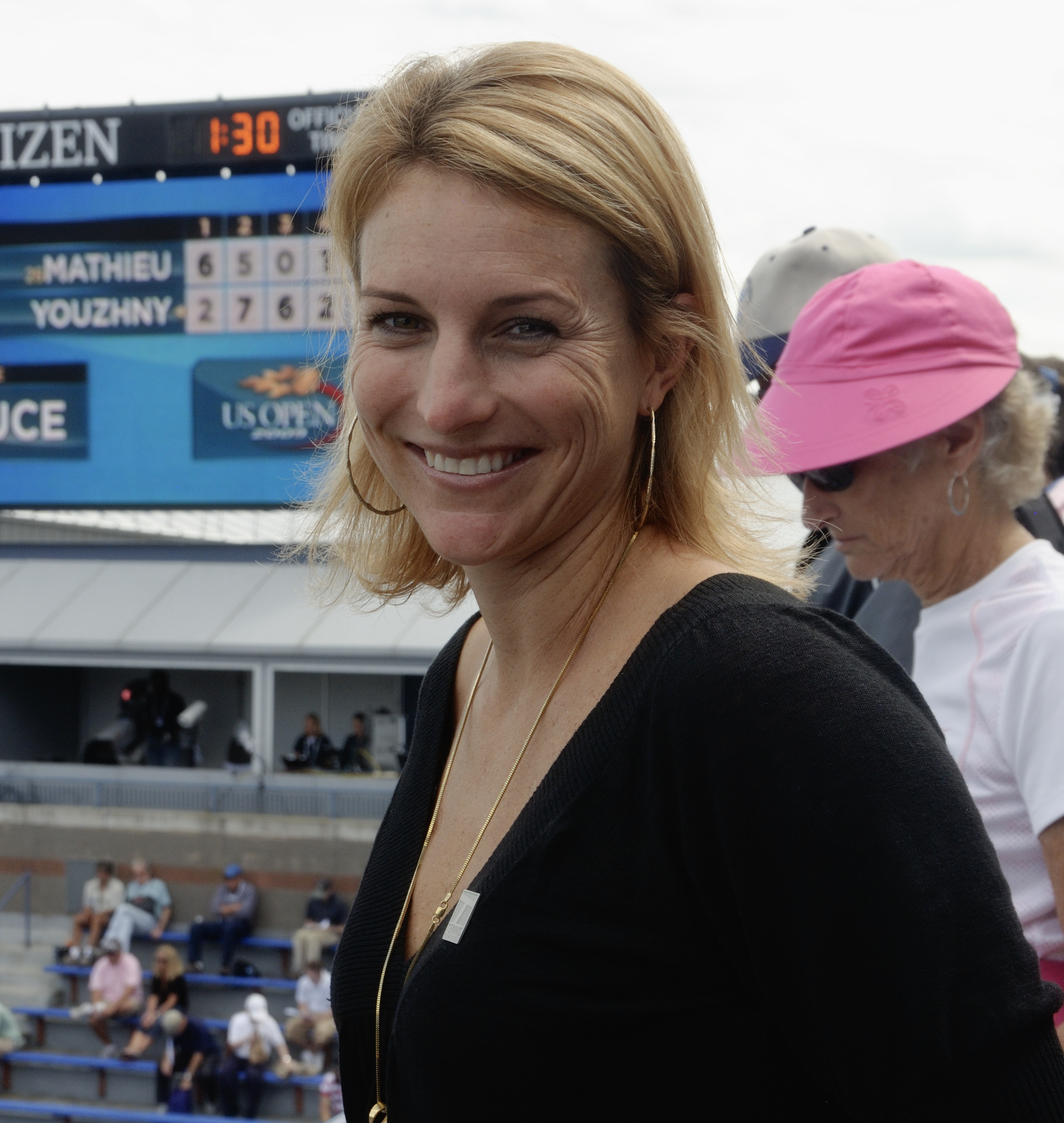
Corina Morariu 2009 bei den US Open

- 2002 wurde sie mit dem ersten Corina Comeback Award ausgezeichnet. Der Preis wurde von der WTA nach Morariu benannt und ihr als erster Preisträgerin von Jennifer Capriati überreicht.[2][3]
- 2002 erhielt sie von der WTA eine weitere Auszeichnung als WTA Tour Comeback Player of the Year.[4]

## Nach ihrer Tenniskarriere
Seit den French Open 2009 ist Morariu als Kommentatorin für den US-amerikanischen TV-Sender Tennis Channel tätig.
Im Februar 2010 veröffentlichte sie ihr erstes Buch mit dem Titel Living through the Racket: How I Survived Leukemia.and Rediscovered My Self.